# 399
399 (CCCXCIX) fue un año común comenzado en sábado del calendario juliano, en vigor en aquella fecha.
En el Imperio romano, el año fue nombrado como el del consulado de Eutropio y Teodoro, o menos comúnmente, como el 1152 Ab urbe condita, adquiriendo su denominación como 399 a principios de la Edad Media, al establecerse el anno Domini.

## Acontecimientos
- Anastasio I comienza su pontificado.

## Nacimientos
- 19 de enero: Pulcheria, emperatriz del Oriente.

## Fallecimientos
- 26 de noviembre: Siricio, 38.º papa de la Iglesia católica.
- Rocesthes, caudillo de los visigodos.
- Eutropio, cónsul romano.